# Searchlight Pictures
Searchlight Pictures, Inc., američka filmska kompanija, ogranak Fox Entertainment Group u čijem se sastavu nalazi i poznatiji 20th Century Fox. Kompanija je osnovana 1994. godine, a specijalizirala se za produkciju i distribuciju nezavisnih, britanskih, komediografskih, ZF i dramskih, filmova te horora. Među poznatije naslove spadaju Dečki ne plaču, Mala Miss Amerike, Juno, Milijunaš s ulice, Crni labud i 12 godina ropstva.

## Važniji filmovi
- Zavodljiva ljepota, (1996.)
- Ljubav i druge katastrofe, (1997.)
- Skidajte se do kraja, (1997.)
- Dečki ne plaču, (1999.)
- 28 dana kasnije, (2003.)
- Noćna straža, (2004.)
- Brda imaju oči, (2006.)
- Mala Miss Amerike, (2006.)
- Posljednji kralj Škotske, (2006.)
- 28 tjedana kasnije, (2007.)
- Juno, (2007.)
- Kraljevi kvarta, (2008.)
- Milijunaš s ulice, (2008.)
- Hrvač, (2008.)
- Crni labud, (2010.)
- Drvo života, (2011.)
- Nasljednici, (2011.)
- 12 godina ropstva, (2013.)

## Vanjske poveznice
- Službene stranice (engl.)
- Box Office Mojo (engl.)
- Profil kompanije (engl.)
- Fox Searchlight Pictures info[neaktivna poveznica] (engl.)